# بادي أورورك
بادي أورورك (بالإنجليزية: Patrick O'Rourke)‏ هو لاعب كرة القدم الغالية أيرلندي، ولد في 10 مايو 1989 في Skryne ‏ في جمهورية أيرلندا.